# Итея (Фокида)
Ите́я (греч. Ιτέα) — малый город в Греции. Расположен на высоте 2 метра над уровнем моря на северном побережье Коринфского залива, на берегу бухты Итея залива Итея (Крисеос), в 8 километрах к юго-западу от Дельф, в 11 километрах к юго-востоку от Амфисы, в 52 километрах к востоку от Нафпактоса и в 125 километрах к северо-западу от Афин. Входит в общину (дим) Дельфы в периферийной единице Фокиде в периферии Центральной Греции. Население 4362 жителя по переписи 2011 года.

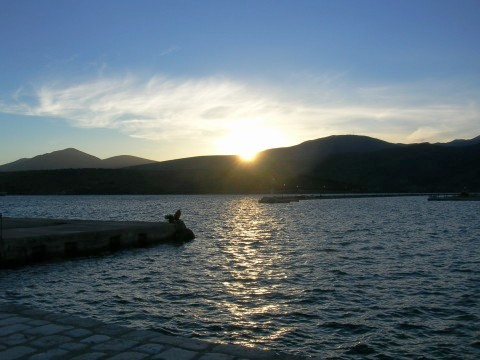
Вид на закат с набережной Итеи

По северной окраине города проходит национальная дорога 48, часть европейского маршрута E65, которая связывает Итею с Нафпактосом, Дельфами и Левадией. Национальная дорога 27, часть европейского маршрута E65 связывает Итею с Амфисой и Ламией на севере.

## Сообщество Итея
В общинное сообщество Итея входят острова Айос-Атанасиос и Айос-Констандинос. Население 4362 жителя по переписи 2011 года. Площадь 6,305 квадратного километра.
| Населённый пункт           | Население (2011), человек |
| -------------------------- | ------------------------- |
| Айос-Атанасиос (остров)    | 0                         |
| Айос-Констандинос (остров) | 0                         |
| Итея                       | 4362                      |

## Население
| Год  | Население, человек |
| ---- | ------------------ |
| 1981 | 4438               |
| 1991 | 4224               |
| 2001 | 4627               |
| 2011 | ↘ 4362             |